# Miraguaí
Miraguaí är en kommun i Brasilien.   Den ligger i delstaten Rio Grande do Sul, i den södra delen av landet, 1 400 km söder om huvudstaden Brasília. Antalet invånare är 4 855. Arean är 130 kvadratkilometer.
Terrängen i Miraguaí är platt österut, men västerut är den kuperad.
Omgivningarna runt Miraguaí är en mosaik av jordbruksmark och naturlig växtlighet. Runt Miraguaí är det ganska glesbefolkat, med 28 invånare per kvadratkilometer.